# Pablo Picasso, peintre
Pour plus de détails, voir Fiche technique et Distribution.
Pablo Picasso, peintre est un film franco-espagnol réalisé par Frédéric Rossif et sorti en 1982.

## Synopsis
Témoignages de diverses personnalités ayant connu l'artiste, présentation de tableaux, bandes d'actualités, pour replacer la vie et l'œuvre de Pablo Picasso dans l'histoire du XXe siècle.

## Fiche technique
- Titre : Pablo Picasso, peintre
- Titre original : Pablo Picasso pintor
- Réalisation : Frédéric Rossif
- Commentaire : Hélène Parmelin, dit par Suzanne Flon et Pierre Vaneck
- Photographie : Daniel Barrau
- Son : Patrick Bordes et Georges Vaglio
- Montage : Geneviève Winding
- Musique : Vangelis
- Production : Télé Hachette (Paris) - Alfaro Films (Madrid)
- Pays d'origine :  France -  Espagne
- Durée : 80 minutes
- Date de sortie : France - 3 mars 1982